# Église orthodoxe de Toyohashi
L'église orthodoxe de Toyohashi (en japonais : 豊橋ハリストス正教会) est une église orthodoxe construite en 1913 à Toyohashi au Japon.
En 2008, l'église  a été désignée bien culturel important. 